# Biserica de lemn din Păsărei

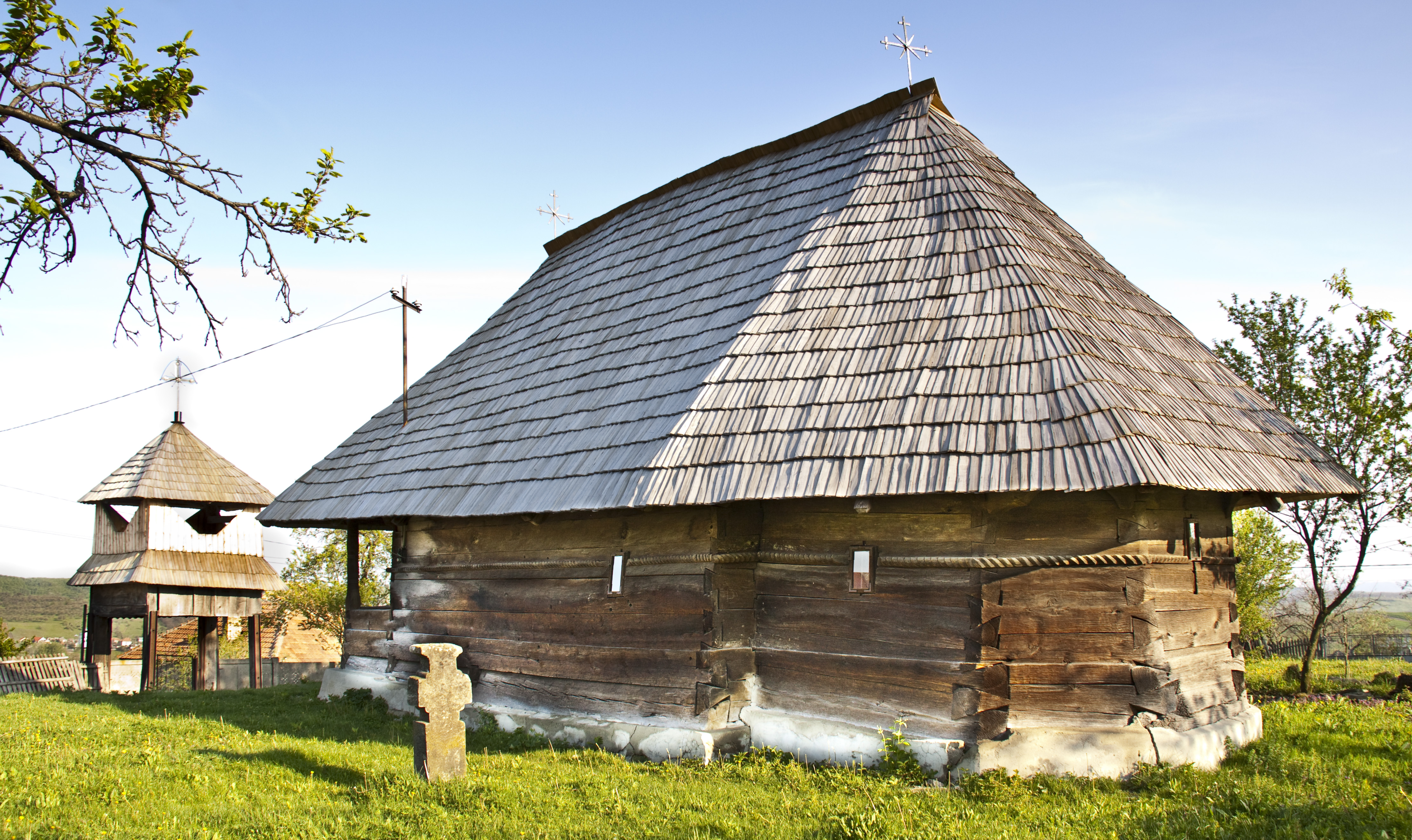
Biserica de lemn din Păsărei, vedere din nord-vest, foto: 2010

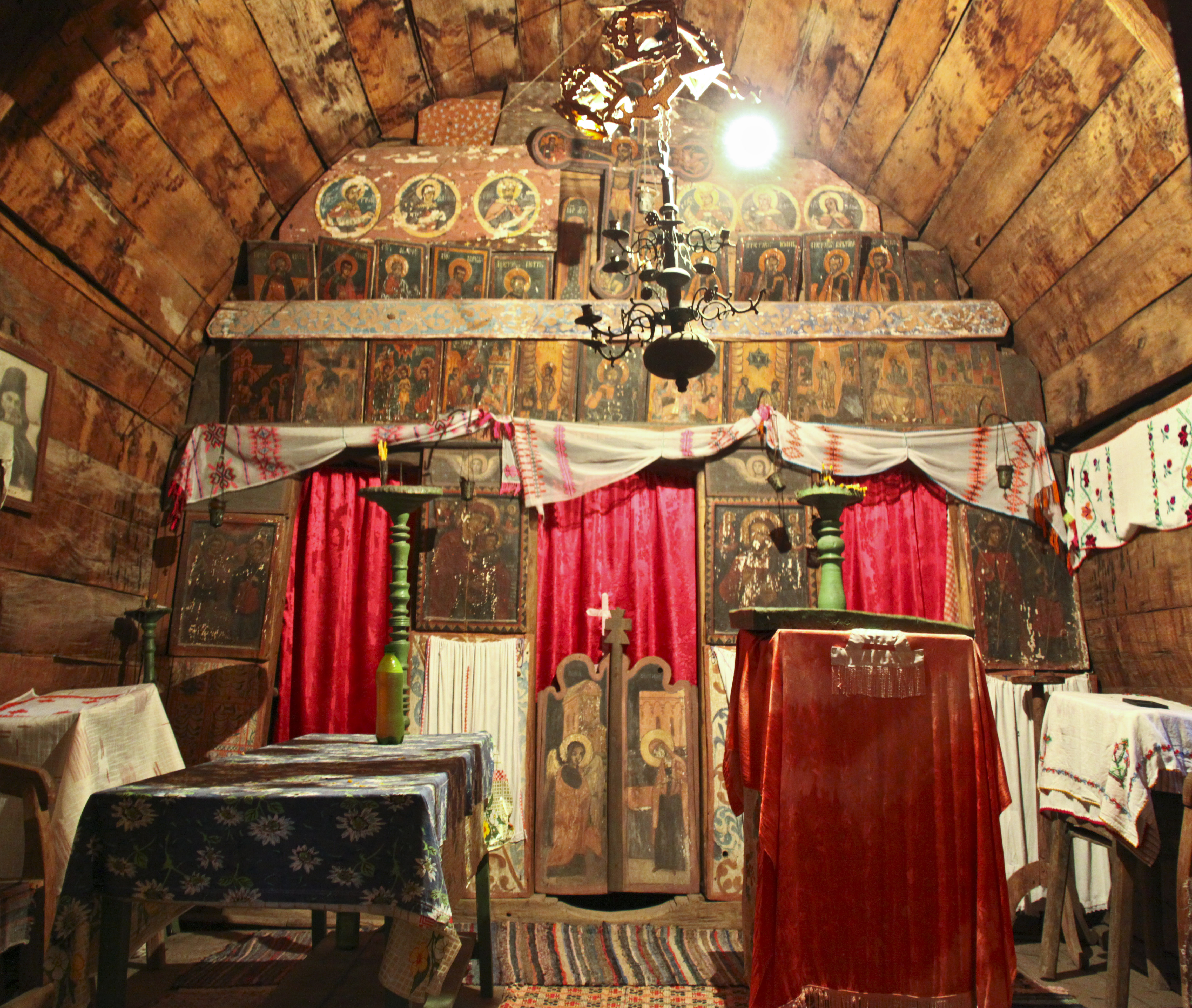
Interiorul naosului, foto: 2010

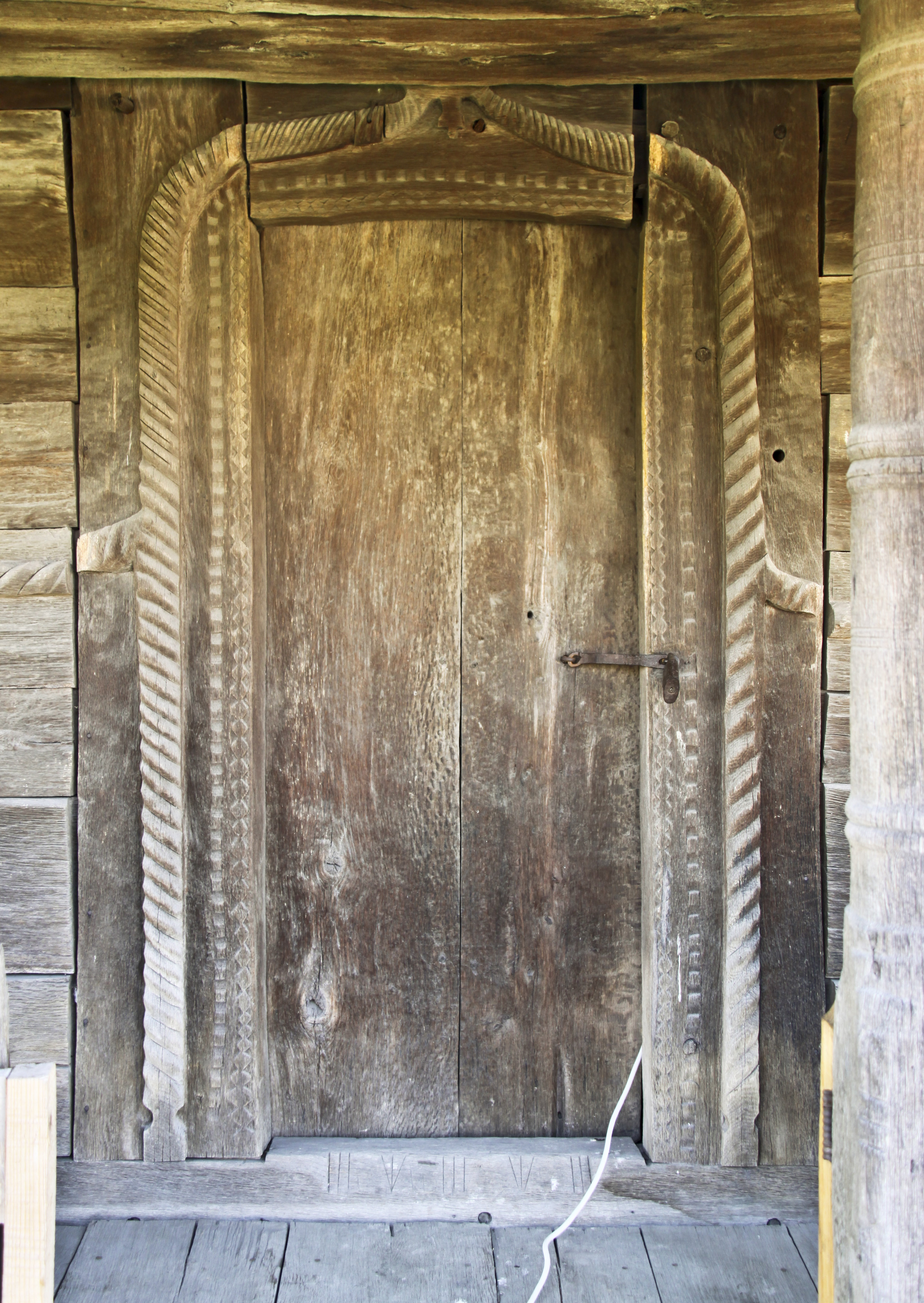
Intrarea în biserică, foto: 2010

Biserica de lemn din Păsărei se află în localitatea Păsărei din comuna Roșioara, județul Vâlcea. Biserica a fost ridicată în anul 1819 și poartă hramul „Sfântul Dimitrie”. Se distinge prin sculpturi decorative, pictura iconostasului și o structură bine conservată, precum și prin crucea preotului ctitor păstrată în altar. Biserica este înscrisă pe noua listă a monumentelor istorice, LMI 2004:  VL-II-m-B-09741.

## Istoric
Anul construcției bisericii, 1819, a fost însemnat într-o pisanie nouă, care probabil preia datarea dintr-o pisanie anterioară. Momentul ridicării bisericii la începutul secolului 19 este întărit de prezența crucii de mormânt în altar, datată din anul erei bizantine 7340, adică anii 1831-1832 ai erei noastre: „Pomeni G[ospo]di Dumitru i[e]reu 7340”. Acest obicei, de a îngropa preotul în altar, se poate explica prin rolul lui de ctitor. Pe o icoană împărătească databilă odată cu biserica se poate citi: „Această ico[a]nă s-au plătit de G[he]orghe cu ... Gherghin[a]”. Pe o a doua icoană împărătească, din aceeași vreme, stă scris: „Această ico[a]nă s-au plătit de Stanca lui Mania, Golia, Dumitru lu[i] Luca, Ioana, Ioan, Ioan, ... Ioan, Mania”.
Pisania modernă, pictată pe un lemn prins peste intrarea în naos, afirmă: „Sfânta biserică munument istoric Sf. Dimitrie din satul Păsărei, com. Berbești, clădită la 1819, reparată de preotul Iosif Bălteanu cu toți fii săi duhovnicești ai com. Turcești și Berbești spre pomenire între anii 1924-1924. Pictor Vasile.”. Această pisanie surprinde o importantă inițiativă de a repara biserica și a-i asigura existența pentru mai departe. 

## Imagini exterioare

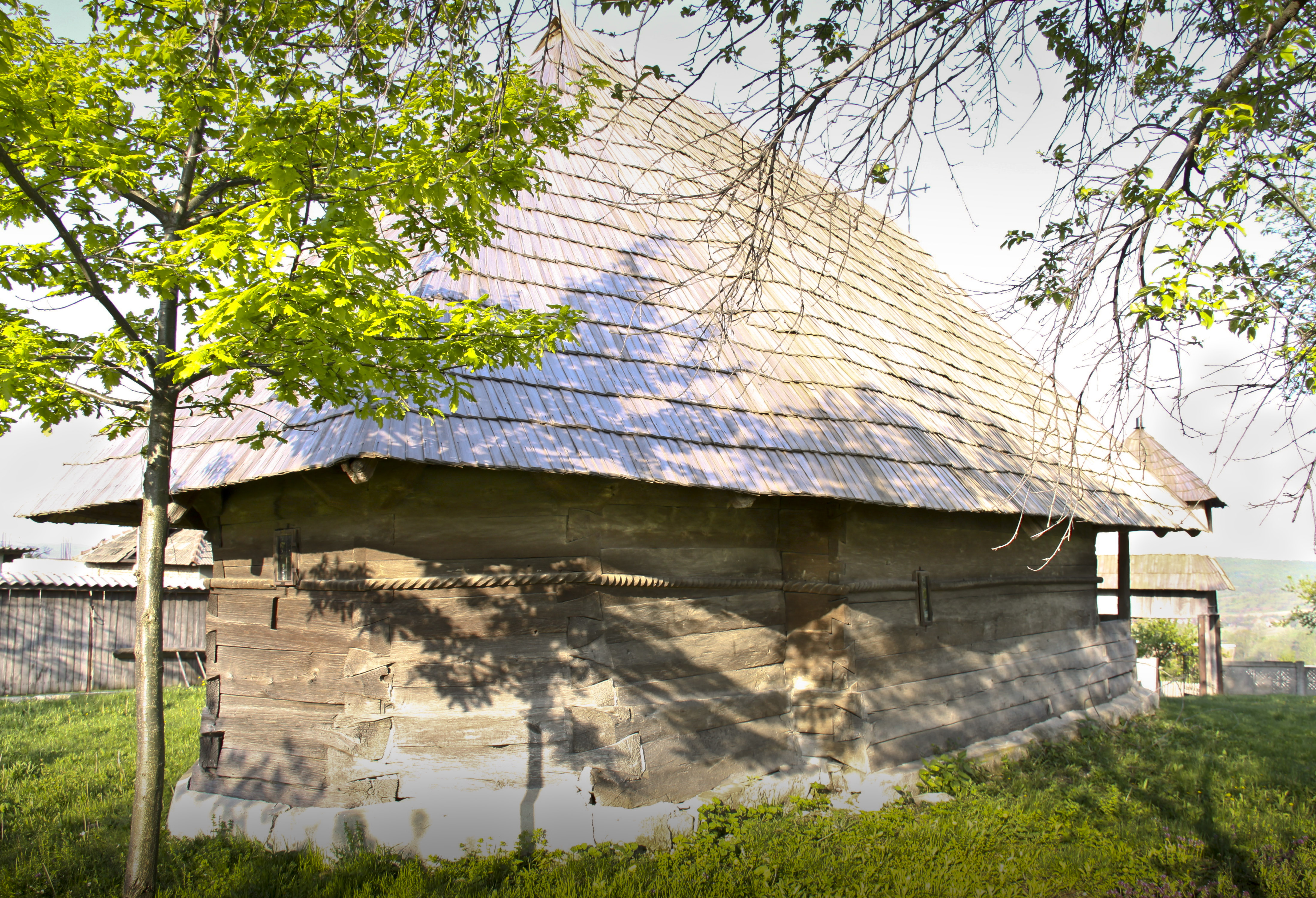
nord-est
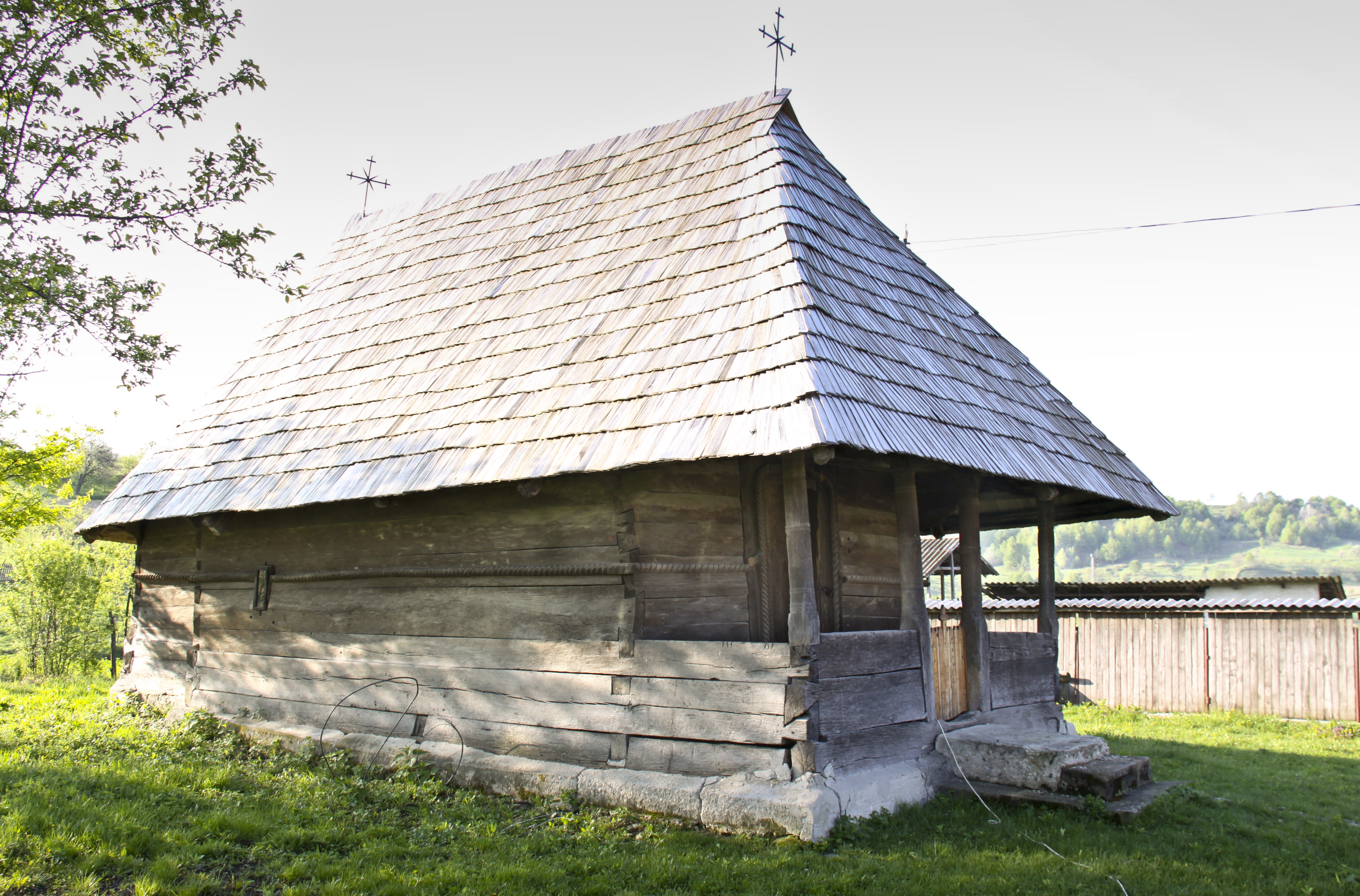
nord-vest
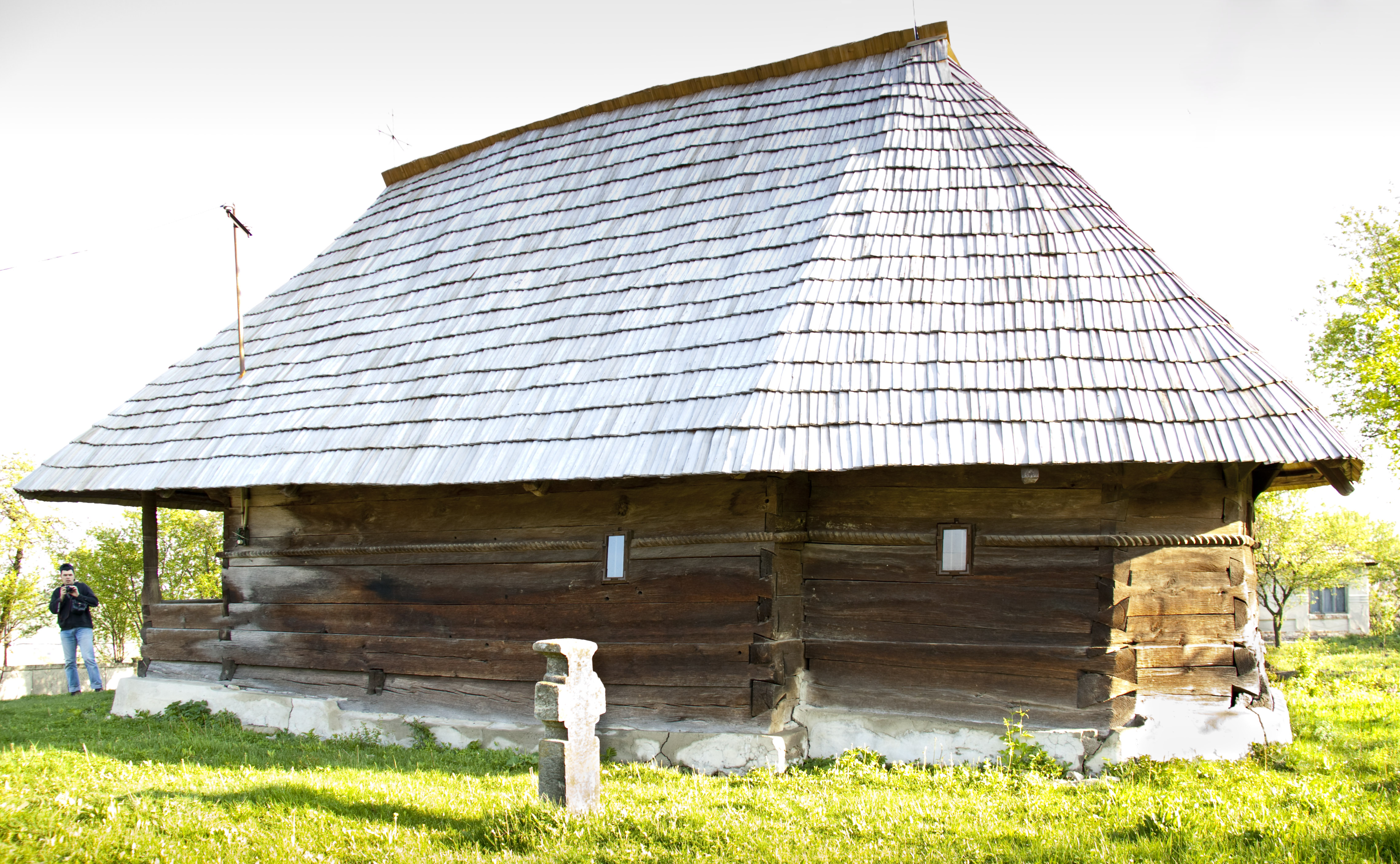
sud-est
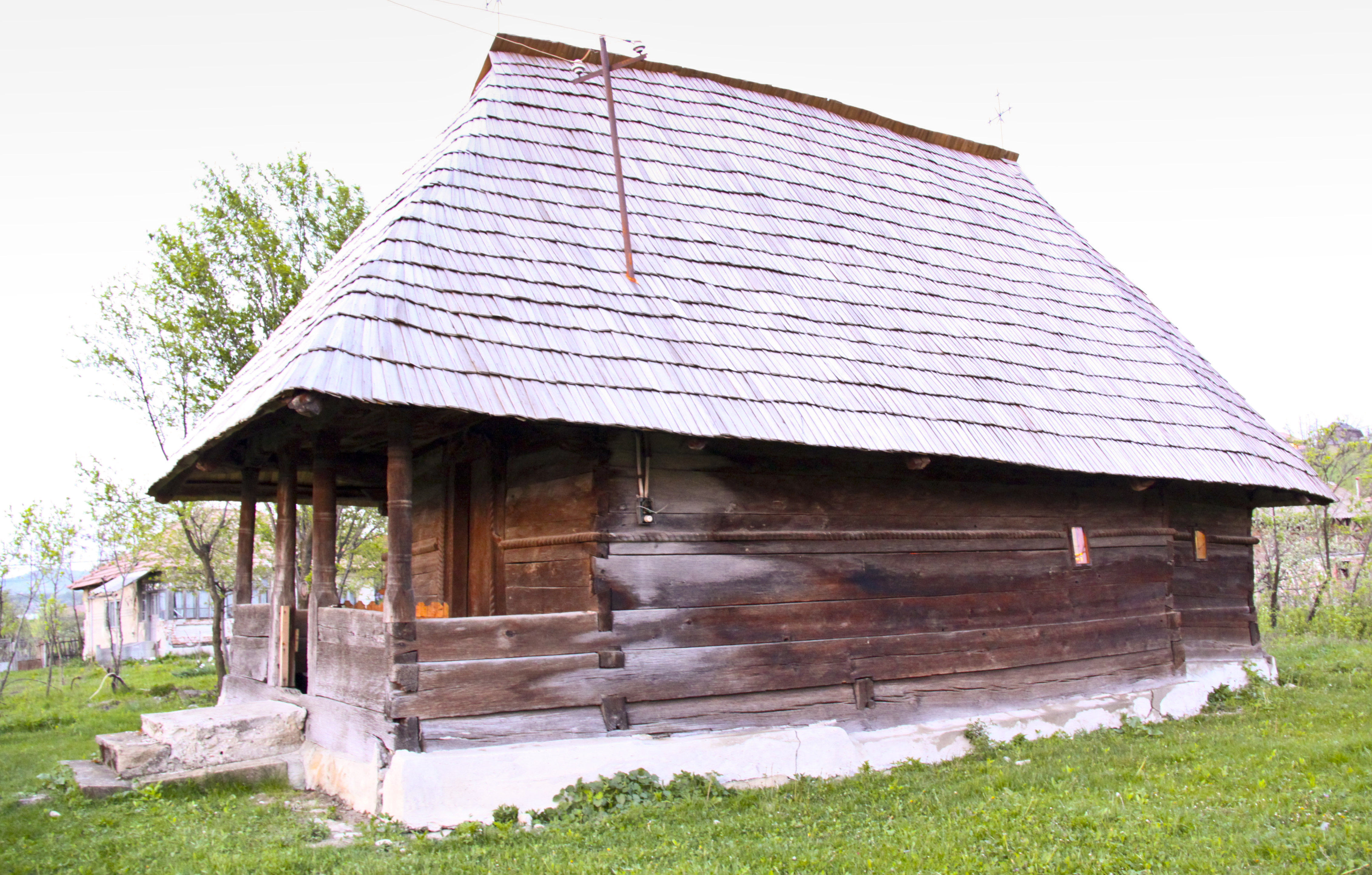
sud-vest
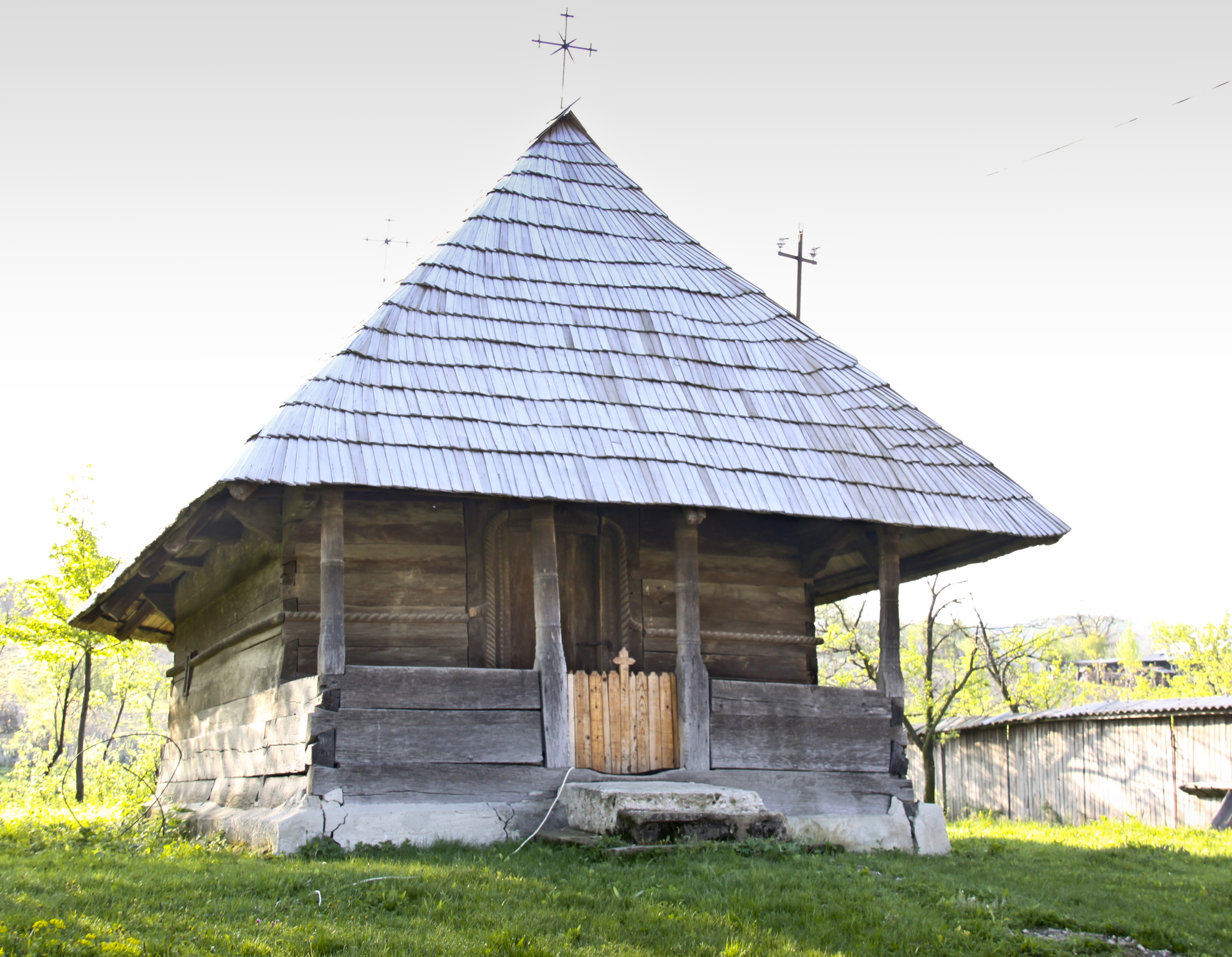
vest
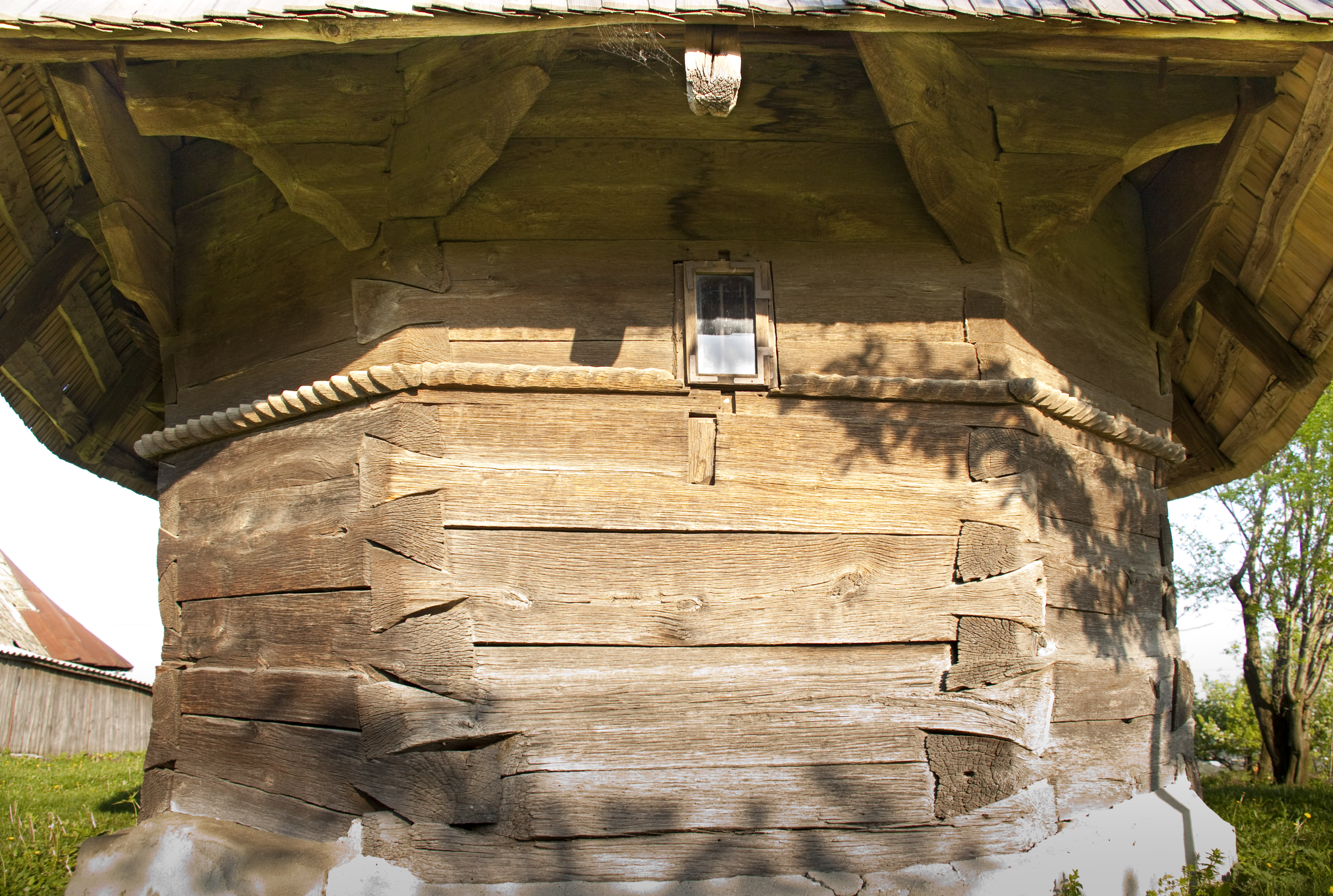
dosul altarului
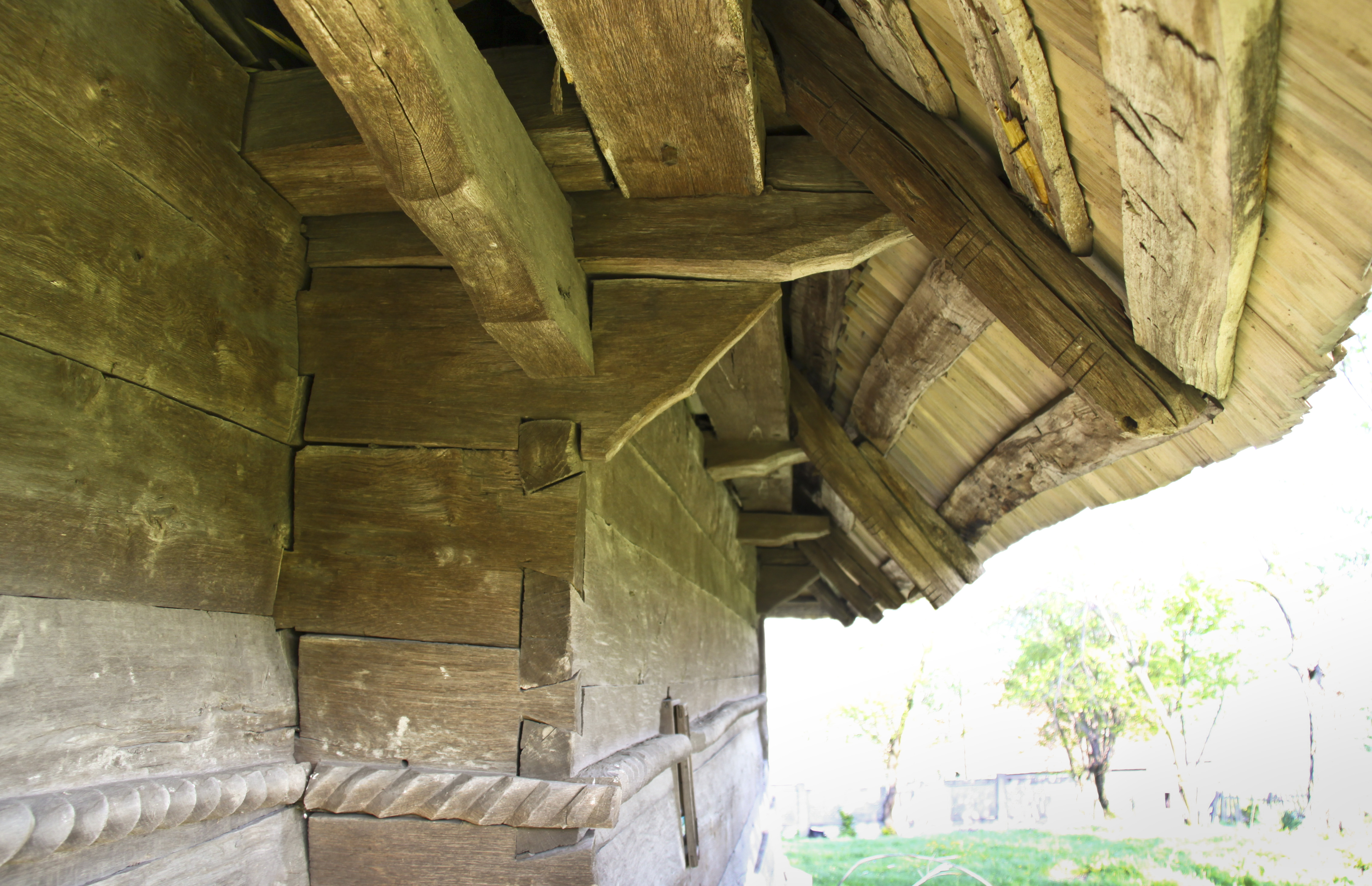
streaşina de nord
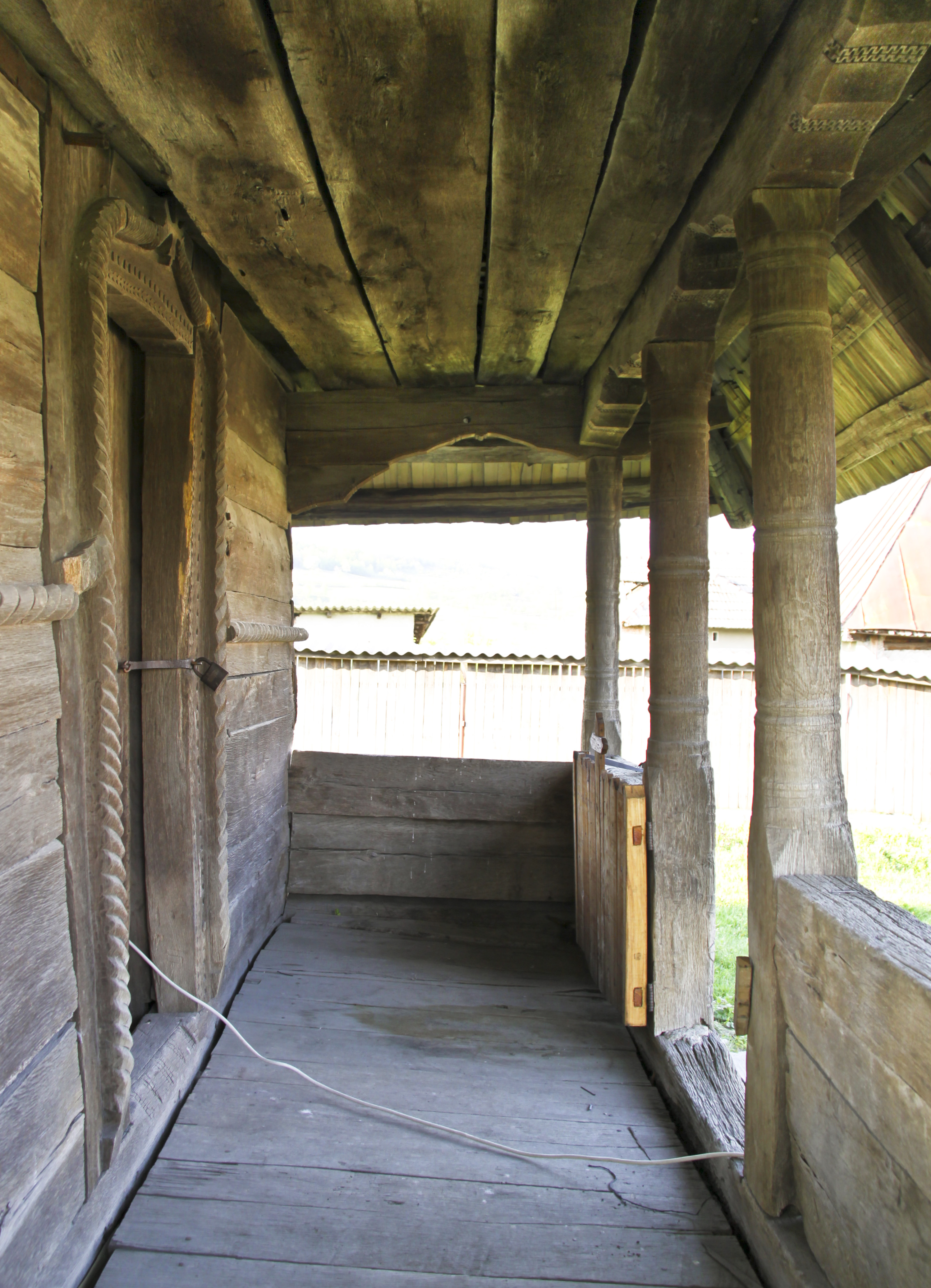
pridvor
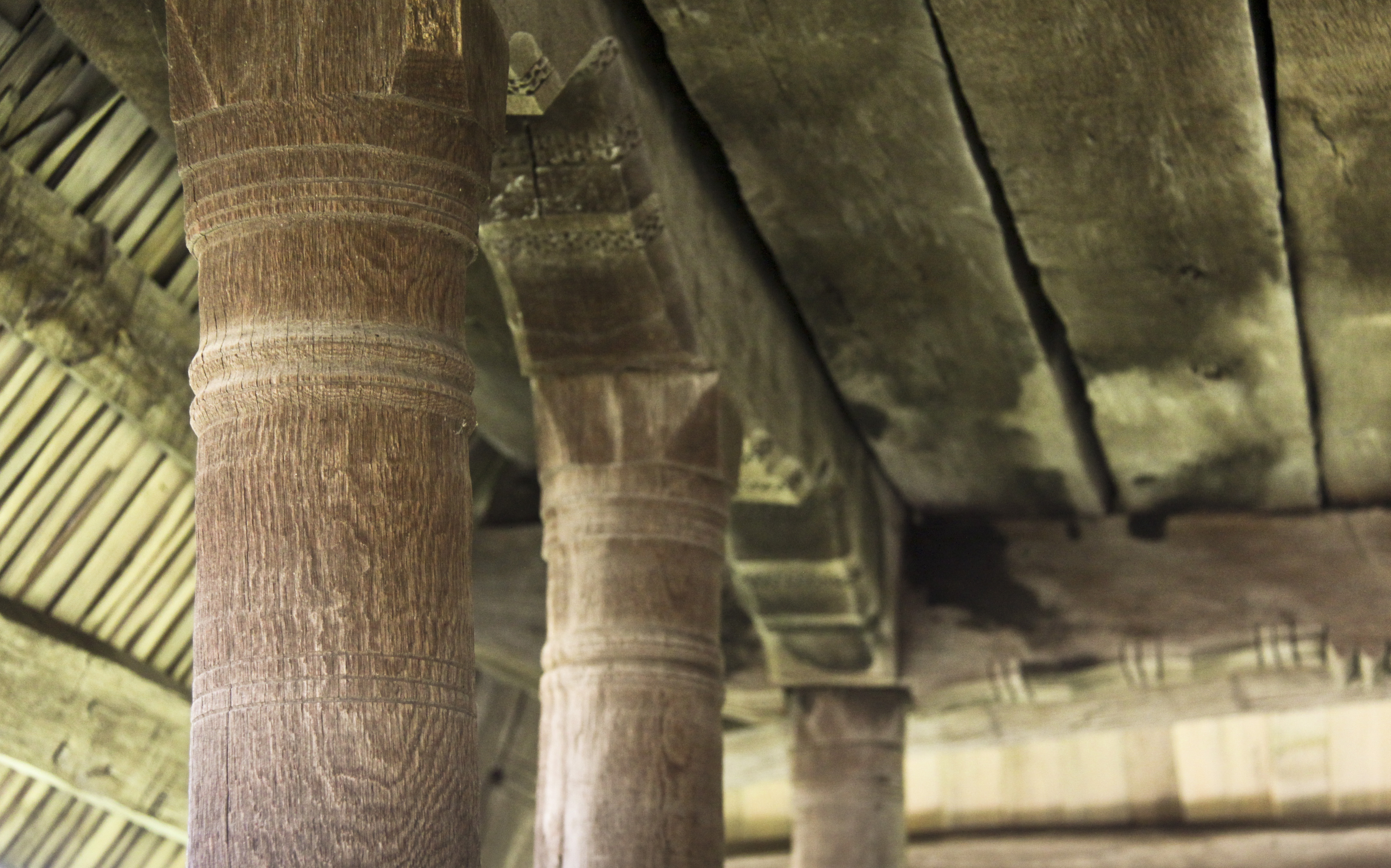
capete de stâlpi
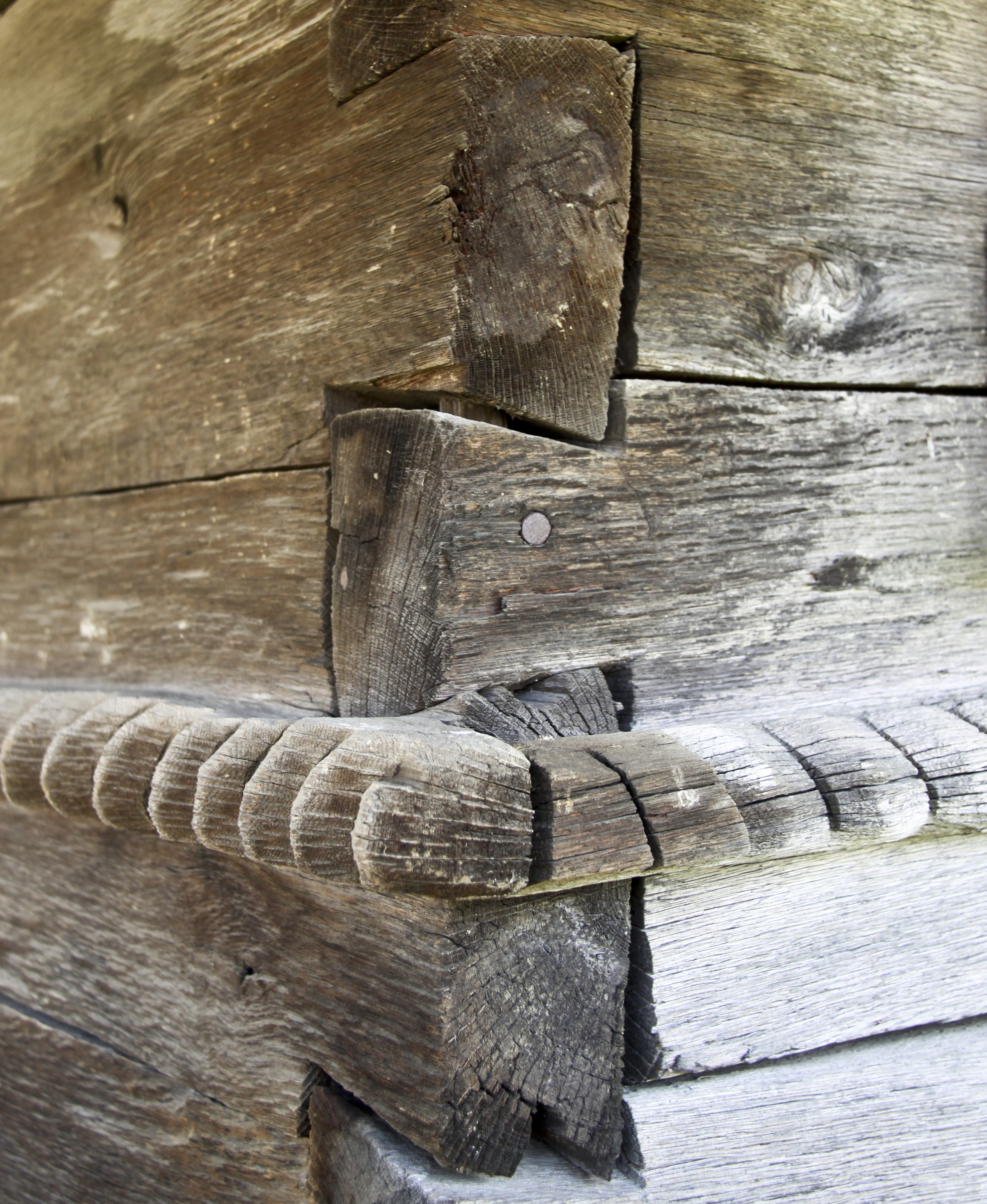
cheotori

## Imagini interioare

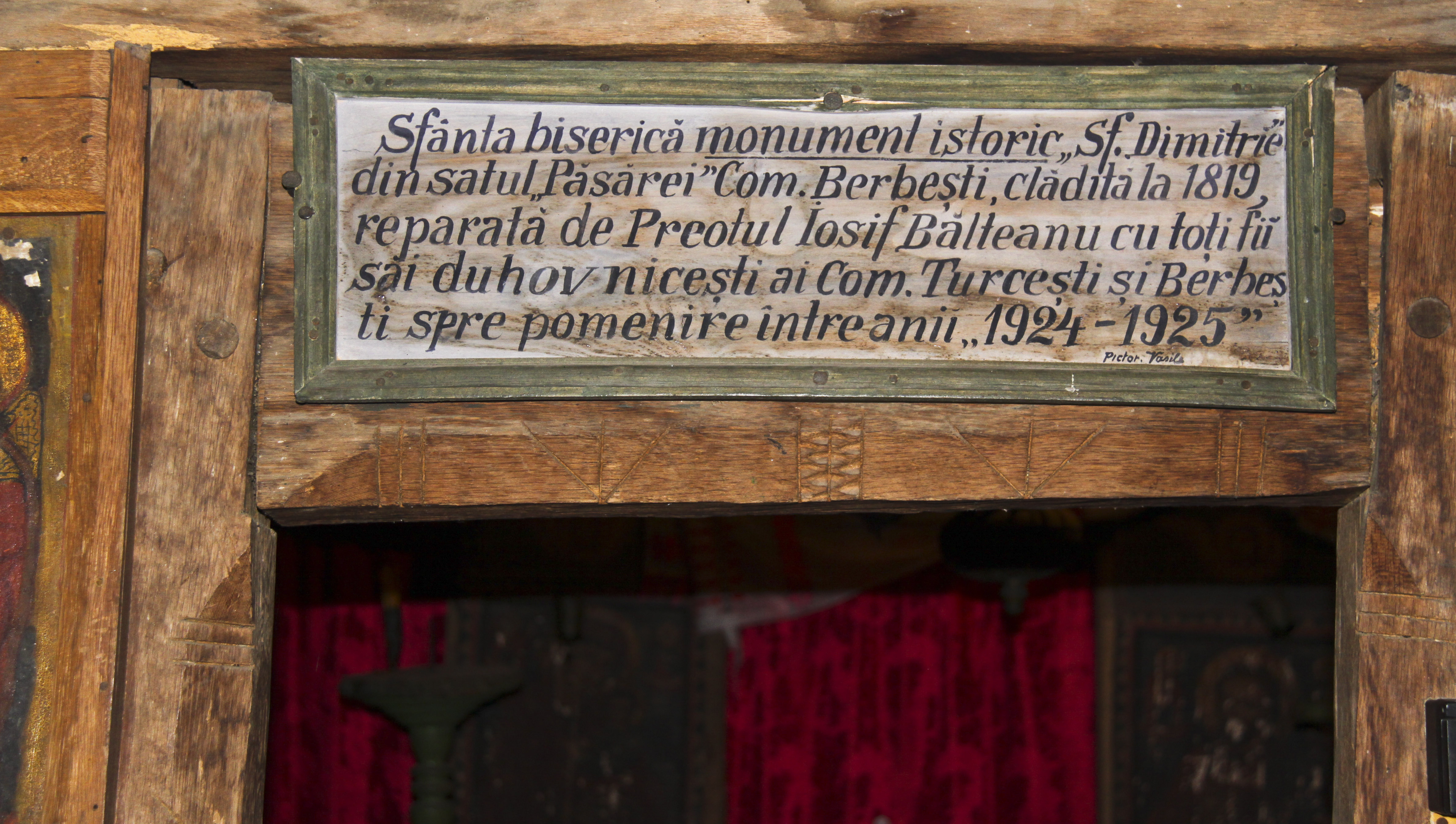
pisanie 1925
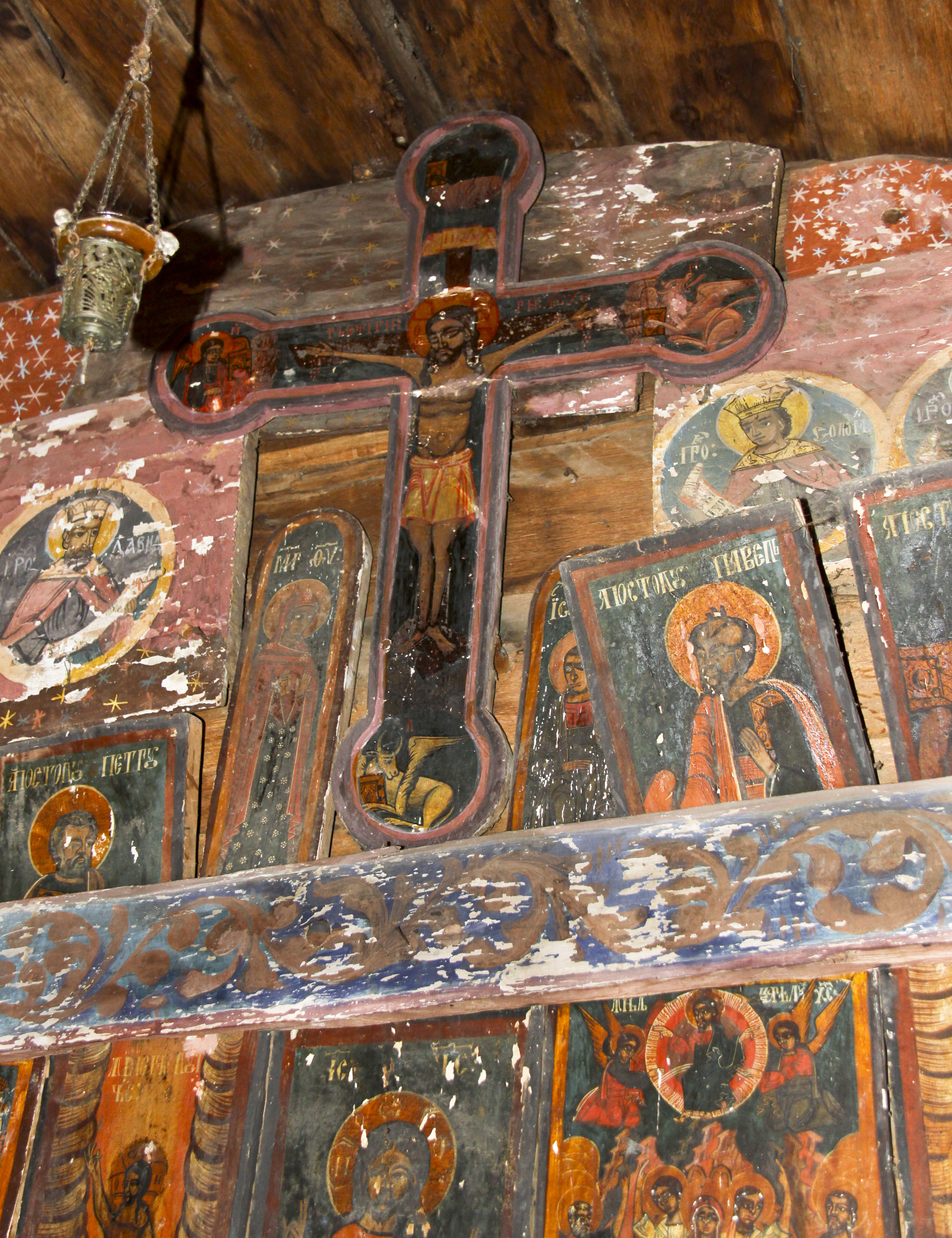
crucea cu molenii
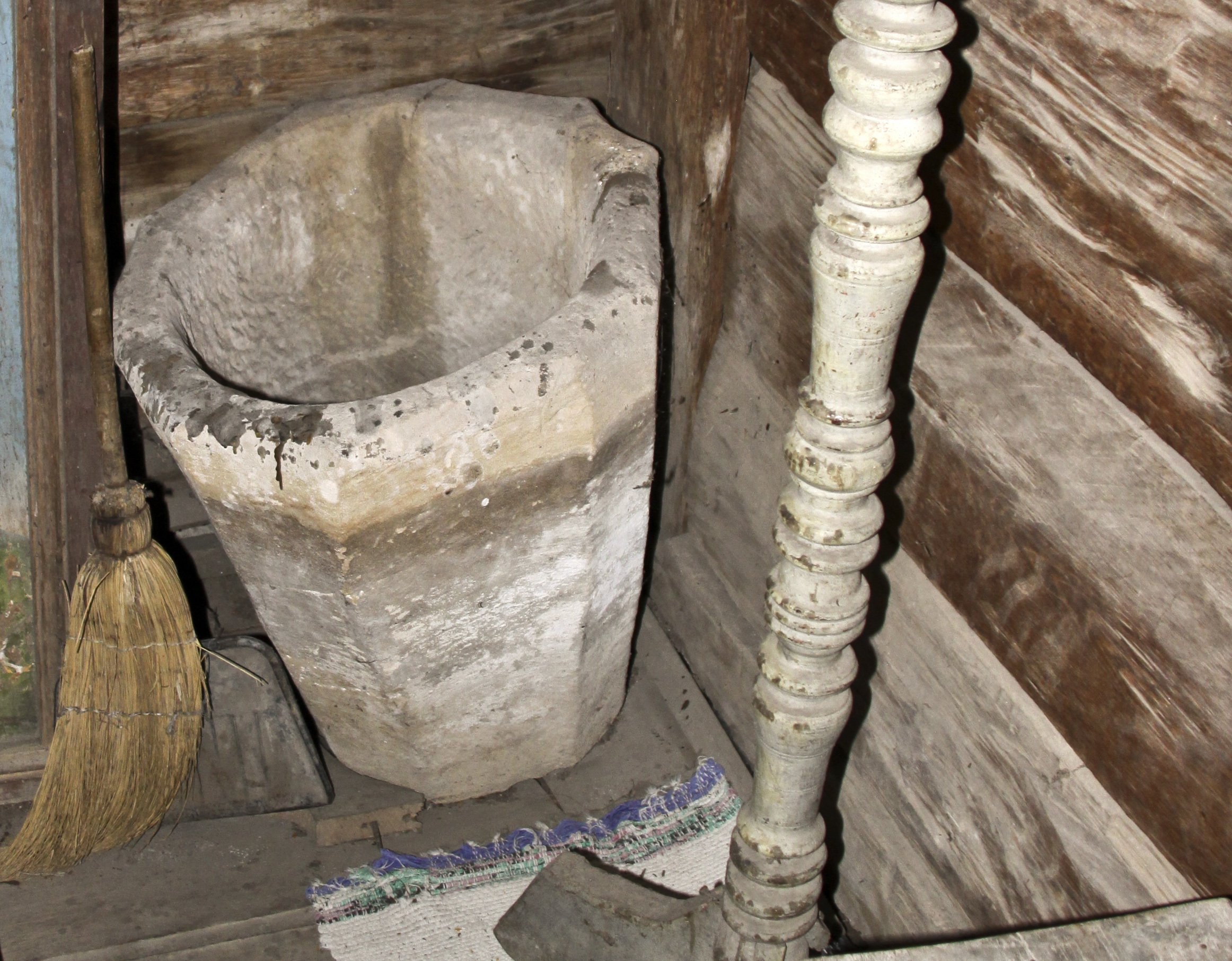
cristelniţă
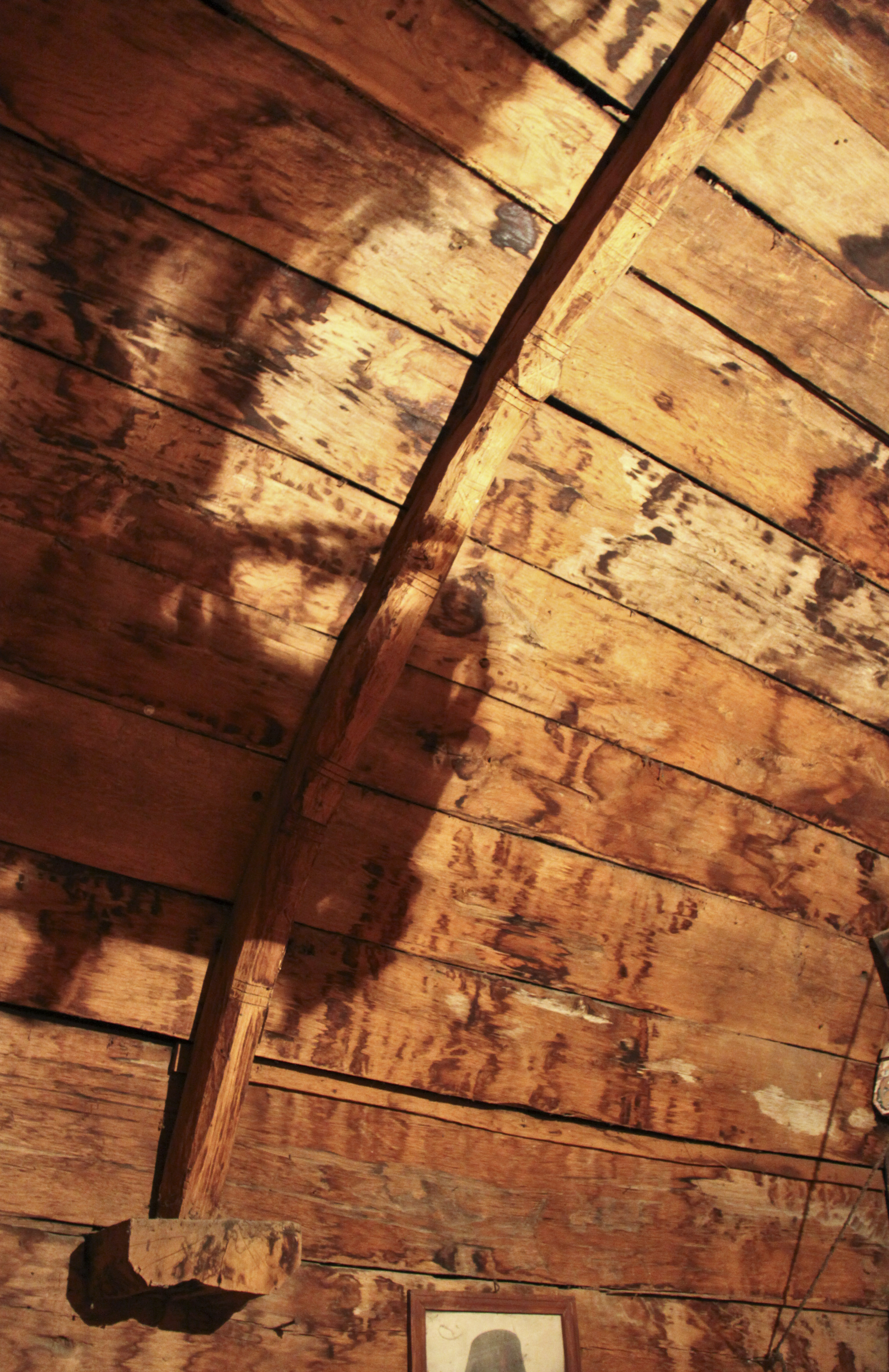
arc dublou
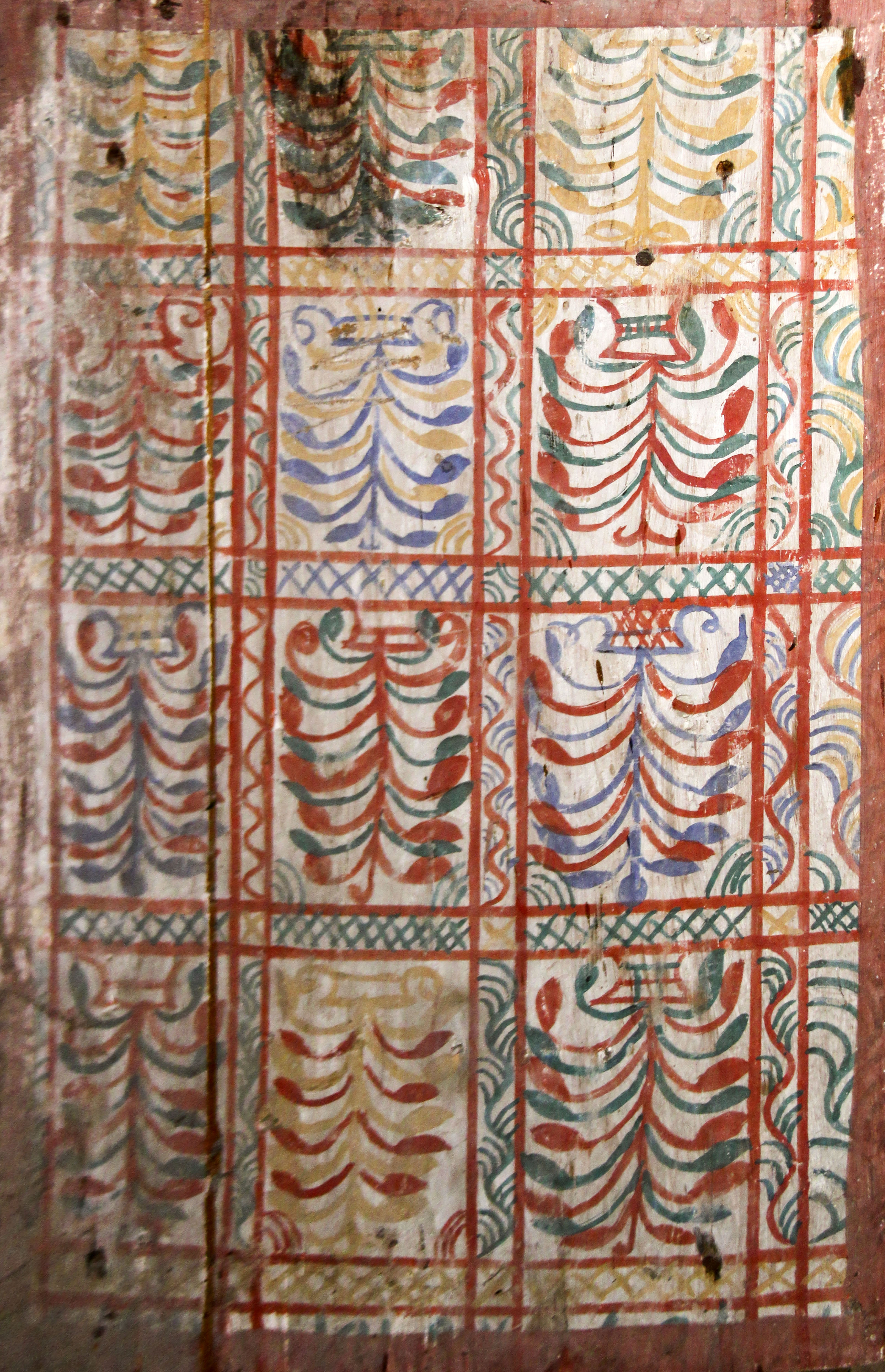
poală de icoană
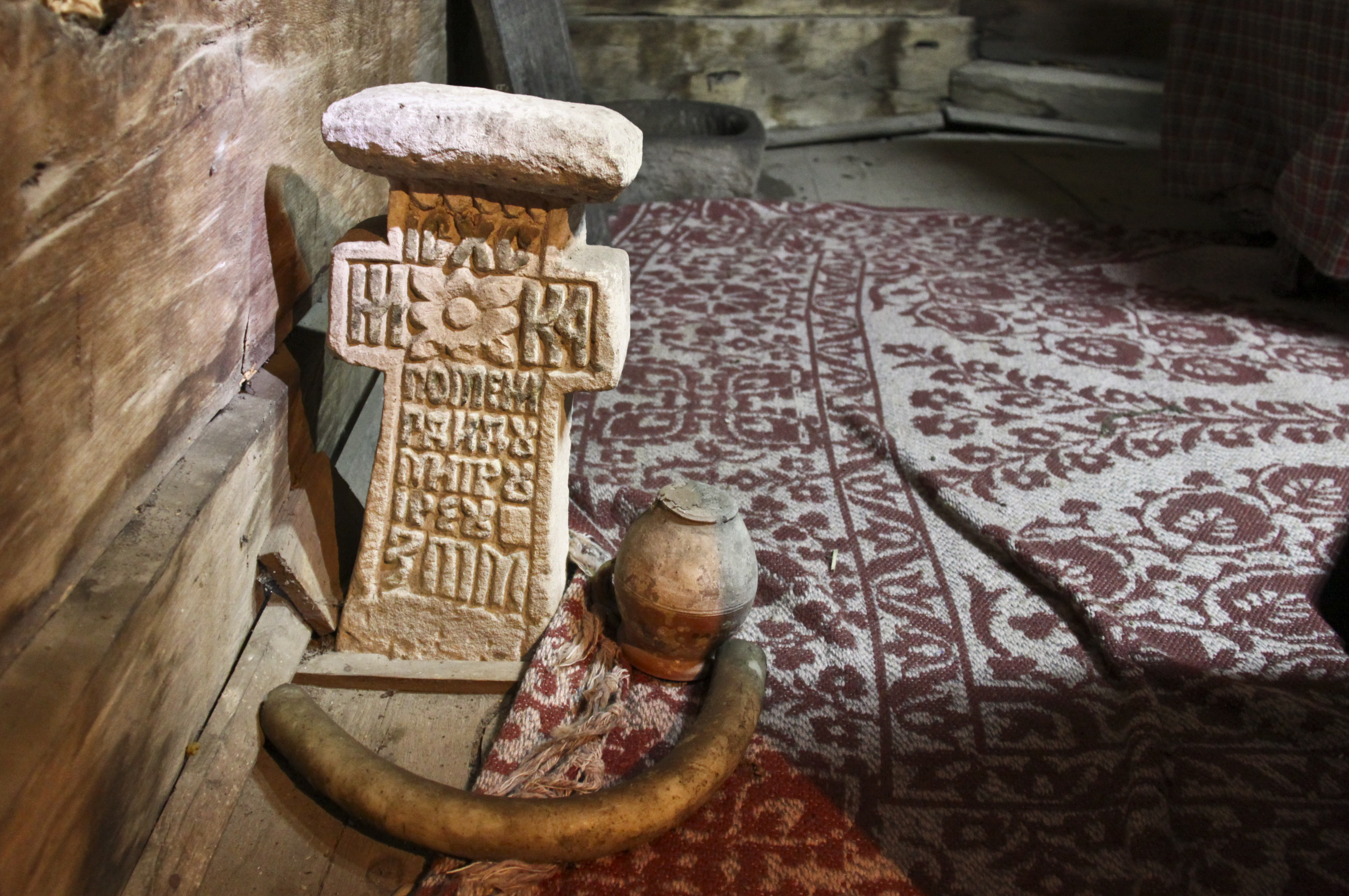
cruce de preot ctitor
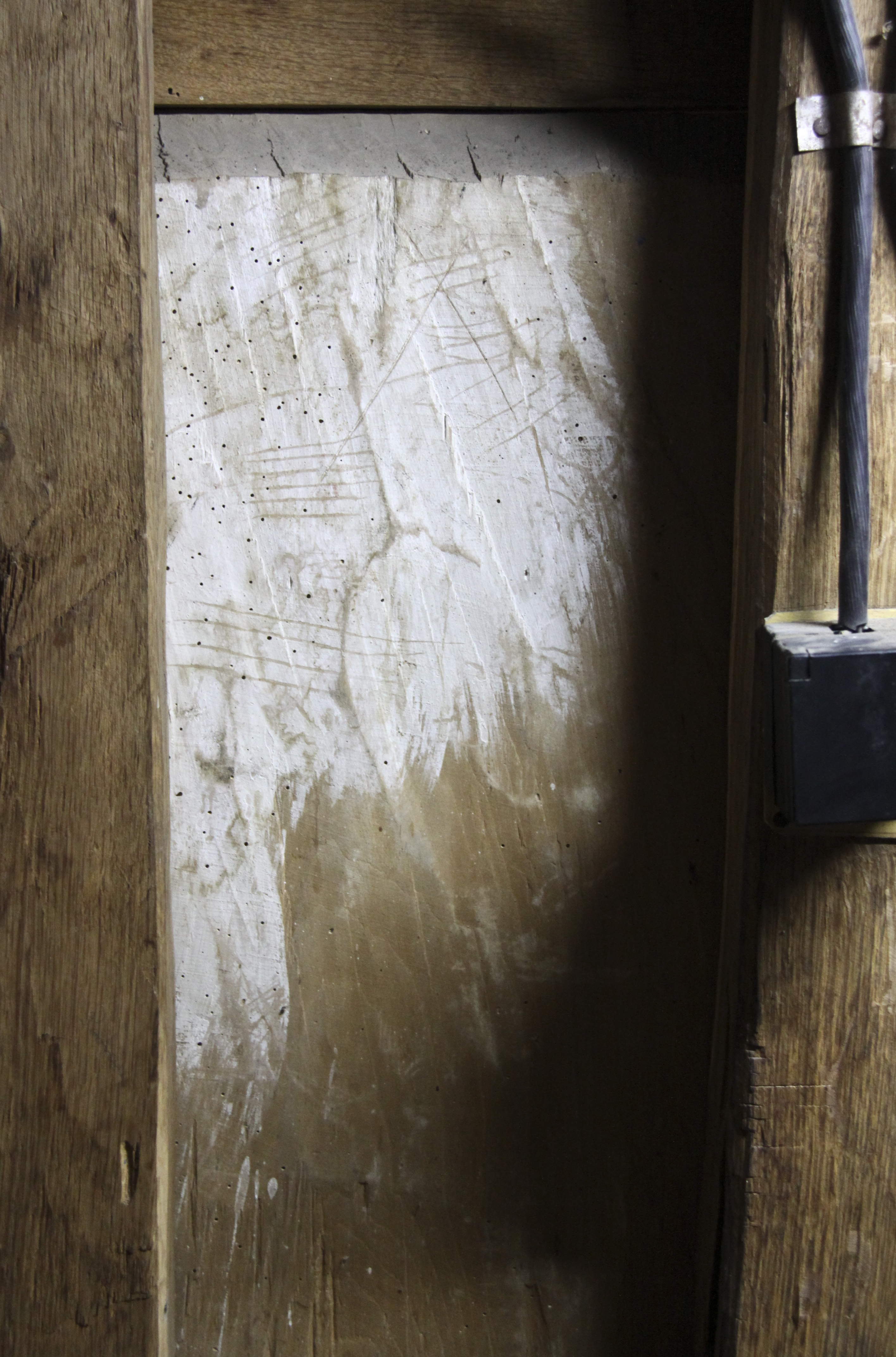
răboaje